# Yuichi Sugita
Yuichi Sugita (18 de Setembro de 1988) é um tenista profissional japonês, seu melhor ranking de N. 116 na ATP, em simples.